# Liane Buchholz
Liane Buchholz (* 1965 in Eisenach) ist eine deutsche Wissenschaftlerin und Managerin. Sie lehrte von 1998 bis 2016 als Professorin für Betriebswirtschaftslehre der Banken an der Hochschule für Wirtschaft und Recht Berlin. Vom 1. Januar 2014 bis zum 31. März 2017 war sie Hauptgeschäftsführerin des Bundesverbandes Öffentlicher Banken Deutschlands, VÖB. Seit dem 1. April 2017 ist Buchholz Präsidentin des Sparkassenverbandes Westfalen-Lippe und Vorsitzende des Verbandsvorstands.

## Leben
Buchholz studierte nach dem Abitur, das sie an einem Gymnasium in Eisenach ablegte, von 1984 bis 1988 Finanzwirtschaft an der Hochschule für Ökonomie Berlin. Dort arbeitete sie anschließend bis 1991 als wissenschaftliche Mitarbeiterin und promovierte. Danach wechselte sie als wissenschaftliche Mitarbeiterin an das Berliner Institut für Sozialwissenschaftliche Studien. 1992 trat Liane Buchholz als Referentin in den Ostdeutschen Sparkassenverband ein. 1998 gründete sie ein Unternehmen für Banksteuerungssysteme und übernahm für elf Jahre auch die Geschäftsführung. Von 2009 bis zu ihrem Eintritt beim VÖB war Buchholz Leiterin der Management-Akademie der Sparkassen-Finanzgruppe.
Von 1998 bis 2016 lehrte Buchholz als Professorin für Betriebswirtschaftslehre der Banken an der Hochschule für Wirtschaft und Recht Berlin und hat sich in dieser Zeit in Forschung und Lehre auf Risikomanagement spezialisiert. Sie wurde zur Expertin in Regulierungsfragen und wurde 2006 für ihr Thesenpapier zu Basel II mit dem National Leadership Award des Economic Forum Deutschland ausgezeichnet.
Buchholz war von 2004 bis 2014 Mitglied im Verwaltungsrat und im Kreditausschuss der Investitionsbank Berlin. Von 2014 bis 2017 war sie Vorsitzende im Beirat der VÖB-Service GmbH. Als Vertreterin der Kreditinstitute gehört sie dem Fachbeirat der Bundesanstalt für Finanzdienstleistungsaufsicht (BaFin) an.
Seit dem 1. April 2017 ist Buchholz Präsidentin des Sparkassenverbandes Westfalen-Lippe.
Buchholz gilt als Antreiberin bei der Fusion der Versicherer Provinzial NordWest (Münster) und Rheinland. Die Fusion wurde rückwirkend zum 1. Januar 2020 durchgesetzt.

## Mitgliedschaften
Als Präsidentin des Sparkassenverbandes Westfalen-Lippe vertritt Buchholz die westfälisch-lippischen Sparkassen in diversen Gremien folgender Verbundunternehmen:
- Finanz Informatik (Vorsitzende des Aufsichtsrats und Mitglied der Gesellschafterversammlung)[11]
- Provinzial Versicherung AG (Mitglied des Aufsichtsrats)
- Provinzial Holding AG (Mitglied des Aufsichtsrats)
- LBS NordWest (Mitglied des Verwaltungsrats und der Trägerversammlung)[12]
- Landesbank Hessen-Thüringen (Stv. Vorsitzende der Trägerversammlung)
- DekaBank (Mitglied des Verwaltungsrats)
- Sparkassenakademie NRW (Stv. Vorsitzende der Trägerversammlung)
- Deutscher Sparkassenverlag (Mitglied der Gesellschafterversammlung)[8]

## Ehrenämter u.ä.
Weiterhin übt sie ehrenamtliche Tätigkeiten aus:
- Kuratorium Sparkassenstiftung Kunstmuseum Pablo Picasso Münster e.V. (Mitglied)[13]

## Schriften
- mit Ralf Gerhards: Internes Rechnungswesen: Kosten- und Leistungsrechnung, Betriebsstatistik und Planungsrechnung. 3. Auflage. Physica-Verlag, Berlin, Heidelberg 2016, ISBN 3-7908-2342-2.
- Strategisches Controlling: Grundlagen - Instrumente - Konzepte. 3. Auflage. Springer Gabler, Wiesbaden 2019, ISBN 3-8349-4006-2.